# 新潟県政記念館
新潟県政記念館（にいがたけんせいきねんかん）は、新潟県新潟市中央区一番堀通町に所在する博物館。
館の建物は1883年（明治16年）3月に竣工し、1969年（昭和44年）に国の重要文化財に指定された新潟県旧県会議事堂で、新潟県が管理団体として施設を所有し、新潟県政記念館運営グループ（新潟ビルサービスと新潟市上古町商店街振興組合による共同事業体）が指定管理者として運営管理を行っている。

## 建物概要

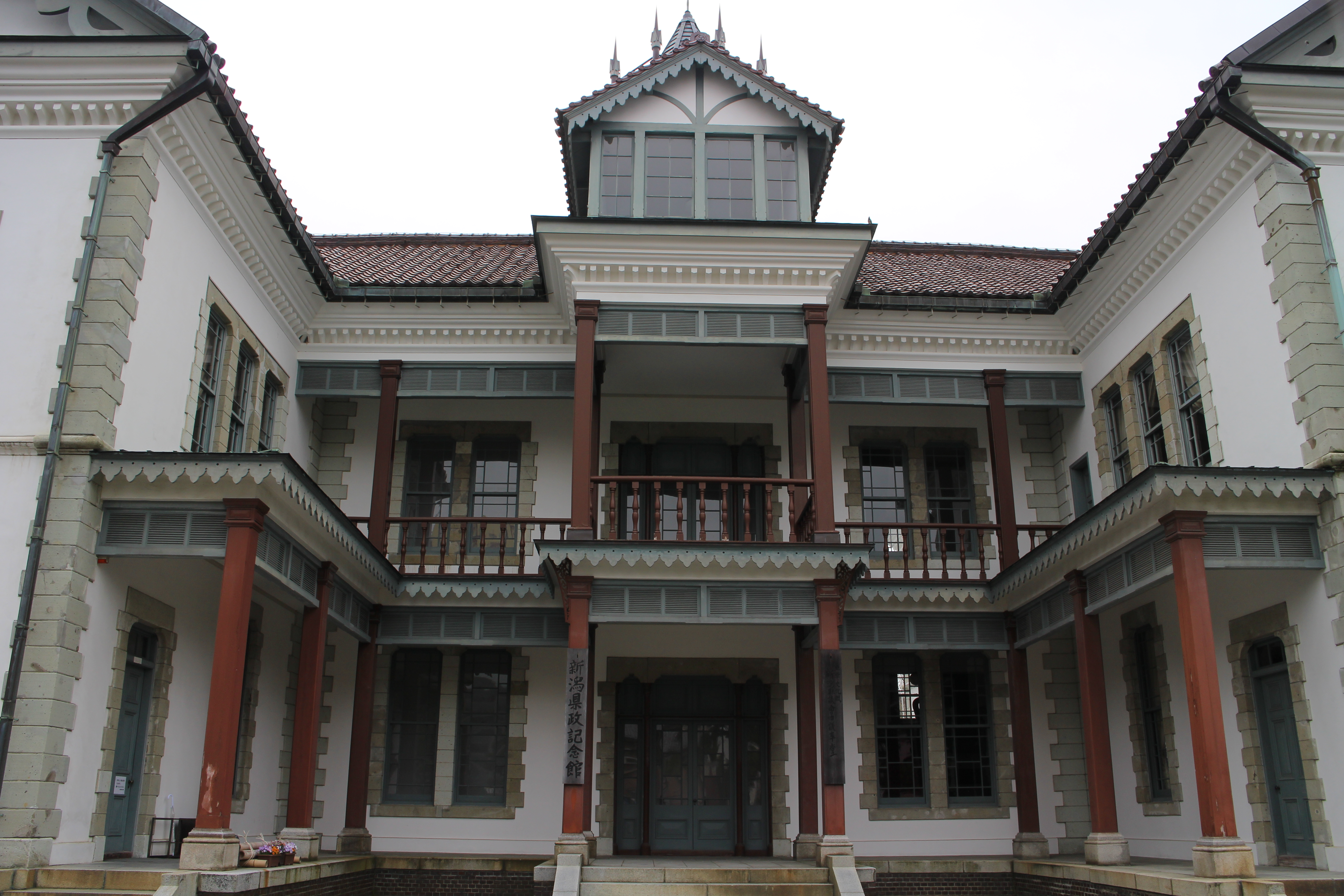
正面

現在、新潟県政記念館となっている旧県会議事堂の建設以前は新潟県庁舎内に議場があったが、1880年（明治13年）夏に発生した新潟大火で県庁舎が類焼。その後の県会は新潟学校を借りて開かれていた。
県令（現在の県知事にあたる）永山盛輝は、県会議事堂新設を主唱し、県会の賛同を得て1882年（明治15年）5月建設に着手、翌年3月に完成した。
議事堂庁舎は当時の大阪駅などを手掛けた新潟県西蒲原郡出身の大工棟梁・星野総四郎が設計にあたった。建物は木造2階建、桟瓦葺き。正面玄関のある中央棟の左右（南北）に大きな切妻屋根の棟を正面に向けた両翼を張り出し、屋上中央に八角塔屋を構えた左右対称の擬洋風建築である。規模は間口が両翼部分を含めて43.7メートル、奥行は北翼（向かって右）が21.9メートル、南翼は14.6メートルである。北翼はもと議場で、2階部分は大部分を吹き抜けとするが、壁に沿った部分にギャラリーを設け、傍聴席としていた。ギャラリーは1階床に立てた鋳鉄製の柱で支えている。南翼は1階が傍聴人控室、2階が議員控室だった。中央棟には廊下に沿って知事室、議長室などの部屋が並ぶ。建物の隅や窓枠を縁取る石貼り（地元産の間瀬石を使用）や、軒周りの垂飾り、棟端の擬宝珠形の妻飾りや破風板の刳形などの意匠に、明治期擬洋風建築の特色がある。小屋組をクイーンポストトラスとし、窓を上げ下げ窓とする点などには西洋の建築技術や様式が取り入れられている。
竣工以来、県会議事堂は県政審議の場として50年にわたり使われてきたが、1932年（昭和7年）、学校町通一番町地内に竣工した県庁本庁舎（現在の新潟市役所本庁舎立地）に議場が移されたため廃止された。
その後は、郷土資料館、県庁分館などに使われてきたが、1969年（昭和44年）3月、府県会開設期における現存唯一の府県会議事堂の遺構として価値が高いと評価され、国の重要文化財として指定を受けた。その後復原・修復工事が行われ、1975年（昭和50年）4月に新潟県政記念館として開館し、以降一般公開が行われている。

## 改修工事
2022年（令和4年）12月から耐震改修工事のため長期休館することになり、建物を半解体して補強し、柱の塗り替えなどで建築時に近づけることになっている。工事完了は2028年（令和10年）3月の予定でそれまで休館となる。